# Division No 23 (Manitoba)
Pour les articles homonymes, voir Division No 23.
La division No 23 est une des divisions de recensement du Manitoba (Canada).